# Hellmayrs parkiet
Hellmayrs parkiet (Pyrrhura amazonum) is een vogel uit de familie Psittacidae (papegaaien van Afrika en de Nieuwe Wereld). De soort is vernoemd naar de Oostenrijkse ornitholoog Carl Edward Hellmayr die dit taxon in 1906 als ondersoort P. picta amazonum beschreef. Over de indeling van de soorten binnen het geslacht Pyrrhura bestaat geen consensus. Het is een groep van zeer verwante soorten.

## Kenmerken
De vogel is ongeveer 22 cm en weegt  46 tot 85 g. De parkieten uit dit geslacht zijn zeer variabel. Alle soorten zijn overwegend groen met een lange staart. De buik is donkerrood evenals de stuit en de onderkant van de staart. De handpennen van de vleugel zijn blauw. De kop is rond het oog kastanjebruin. Bij de nominaat P. a. amazonum is er op het voorhoofd een smalle blauwe band en op de borst een grijs gekleurd patroon van schubben. Bij de ondersoort  P. a. snethlageae ontbreekt dit blauw en ook het schubbenpatroon.

## Verspreiding en leefgebied
Deze soort komt voor in het zuidelijk-centrale en zuidoostelijke Amazonebekken en telt drie ondersoorten:
- P. a. amazonum: ten noorden van de Amazonerivier tussen Monte Alegre en Óbidos (Pará, Brazilië) en het noordelijke deel van Centraal-Brazilië (ten zuiden van de Amazonerivier).

- P. a. pallescens (synoniem P. a. snethlageae)  ("madeiraparkiet"): de Madeirarivier (zuidwestelijk Brazilië en noordelijk Bolivia). Door de IUCN beschouwd als aparte soort.

- P. a. lucida (("madeiraparkiet"): het Teles Pires gebied in Mato Grosso (Brazilië).

## Status
De populatie-aantallen zijn niet gekwantificeerd. Door grootschalige ontbossing nemen de leefgebieden in oppervlakte af en/of raken versnipperd. De ondersoort  amazonum staat als gevoelig op de Rode Lijst van de IUCN. De ondersoort pallescens/lucida ("madeiraparkiet") wordt als aparte soort beschouwd en staat als niet bedreigd op de Rode Lijst.